# 브라이언 대니얼슨
다니엘 브라이언(Daniel Bryan, 1981년 5월 22일 ~ )은 미국의 남자 프로레슬링 선수며 본명은 브라이언 다니엘슨(Bryan Danielson)이다. 현재는 AEW로 활동을 하고 있다. AEW 링네임이 브라이언 다니엘슨(Bryan Danielson)이라고 한다. 과거 링네임은 아메리칸 드래곤(American Dragon)이라는 활동을 한적도 있었다고 한다. 1999년 프로레슬링 입문으로 밝혀졌고 주로 피니쉬는 브릿지 풀 넬슨 수플렉스, 크로스페이스 치킨윙, 멀티플 엘보우 스트라이크, 더블 위스트 클러치 멀티플 스톰프, 트라이앵글 초크, 리갈-플렉스(브릿지 레그 훅 벨리 투 백 수플렉스), 캐틀 뮤틸레이션(브릿지 더블 치킨윙), 길로틴 초크, 레벨 락/예스! 락/노! 락(오모플라타 크로스페이스), 풀 넬슨, 런닝 하이 니, 스피닝 백 킥, 점핑 훅 킥으로 사용을 한다. 워낙 실력이 매우 좋은 편도 있다고 한다.

## Professional wrestling highlights
- Finishing moves
  - As American Dragon / Bryan Danielson
    - Arms Across America / Cattle Mutilation (Bridging double chickenwing)
    - Bridging full nelson suplex
    - Crossface chickenwing
    - Double wrist clutcho multple stomp
    - Multiple elbow strike
    - Regal-Plex (Bridging leg hook belly-to-back suplex)
    - Triangle choke

  - As Daniel Bryan
    - Full nelson - 2018-2019
    - Guillotine choke - 2011
    - Jumping hook kick - 2010-2012
    - LeBell Lock / YES! Lock / NO! Lock (Omoplata crossface) - 2010-2016; 2018-present
    - Running high knee - 2013-2016; 2018-present; adopted from Kenta Kobayashi
    - Spinning back kick - 2012-2013
- Signature moves
  - Air Goat (Suicide dive)
  - Arm trap seated abdomibal stretch
  - Body slam
  - Cross armbreaker
  - Dragon screw
  - Dragon sleeper
  - Drop toe-hold to turnbuckle
  - European uppercut, sometimes from an elevated position
  - Flying Goat (Diving headbutt drop) - 2011-2016; 2018-present
  - Heel hook
  - Indian deathlock
  - Jumping high knee
  - Jumping knee drop
  - Knife edge chop
  - Multiple back elbow smash variations
    - Corner
    - Diving corkscrew
    - Running
    - Spinning
    - Springboard corkscrew

  - Multiple kick variations
    - Enzuigiri
    - Front drop, sometimes from an elevated position
    - Running leg lariat
    - Roundhouse
    - Side
    - Yes! Kick  (Multiple shoot kick follow roundhouse to the chest of a kneeling opponent) - 2010-2016; 2018-present

  - Multiple suplex variations
    - German suplex
    - Bridging northern lights
    - Double chickenwing
    - Snap double underhook
    - Super belly-to-back
    - Vertical

  - Rear naked choke
  - Running chop drop
  - Running lariat
  - Single leg boston crab
  - Spinning fireman's carry slam
  - Surfboard
- Manager
  - AJ Lee
  - Brie Bella
  - Drew Gulak
  - Gail Kim
- Nicknames
  - '"The American Dragon"'
  - "The American Dolphin"
  - "The Beard"
  - "The Best Wrestler in The World"
  - "The Dazzler"
  - "The Goat Face"
  - "The King Of Beards"
  - "The Master Of the Small Package"
  - "The New Daniel Bryan"
  - "The No! Man"
  - "The Planet's Champion"
  - "Mr. Money in The Bank"
  - "Mr. Small Package"
  - "The Submission Specialist"
  - "The World's Toughest Vegan"
  - "The Yes! Man"
- Entrance themes
  - "Self Esteem" by Offspring (Independent circuit/PWG/ROH)
  - "Obsession" by Animotation (Independent circuit/ROH)
  - The Final Countdown by Europe (Independent circuit)
  - "The Rage (WWE EDIT)" by Hermann Langschwert (WWE; 15 August 2010 - 13 September 2010)
  - "Ride of the Valkyries" by Richard Wagner (WWE; 20 September 2010 - 29 July 2011)
  - "Big Epic Thing" by Jim Johnston (WWE; August 5, 2011 - 4 November 2011)
  - "Flight of the Valkyries" by Jim Johnston (WWE; 11 November 2011 - 30 April 2021)
  - "Born for Greatness" by Elliot Taylor (AEW; 5 September 2021-present)

## 신체 사항
- 키는 174cm(4 ft 9 in)
- 몸무게는 90kg(97 lb)

## 수상 및 경력
- AEW 월드 챔피언 (1회)
- AEW 월드 챔피언 엘리미네이터 토너먼트 (2021)
- APW 월드와이드 인터넷 챔피언 (1회)
- 킹 오브 더 인디즈 (2001)
- ASW 월드 헤비 미들웨이트 챔피언 (1회)
- ASW 월드 헤비 미들웨이트 챔피언 토너먼트 (2003)
- 베스트 프로 오브 더 이열 (2018) - 프로 듀링 TLC 킥오프 쇼
- 컴백 레슬러 오브 더 이열 (2018)
- CTWE 헤비웨이트 챔피언 1회
- ECWA 태그팀 챔피언 (1회) - 로우 키
- 매치 오브 더 이열 (2010) - 사와 무네노리
- NWA 캐내디언 주니어 헤비웨이트 챔피언 (1회)
- FIP 헤비웨이트 챔피언 (1회)
- 엑스포 토너먼트 (2008)
- IWA 푸에르토리코 헤비웨이트 챔피언 (1회)
- MCW 사우던 라이트 헤비웨이트 챔피언 (1회)
- MCW 사우던 태그팀 챔피언 (1회) - 스팽키
- NWA 사우던 주니어 헤비웨이트 챔피언 (1회)
- IWGP 주니어 헤비웨이트 태그팀 챔피언 (1회) - 커리 맨
- 베스트 오브 더 아메리칸 슈퍼 주니어즈 (2004)
- PWG 월드 챔피언 (2회)
- 컴백 오브 더 이열 (2018)
- 퓨드 오브 더 이열 (2013)
- 인스퍼레이셔널 레슬러 오브 더 이열 (2014)
- 매치 오브 더 이열 (2013) vs 존 시나 엑트 WWE 섬머슬램 2013
- 레슬러 오브 더 이열 (2013)
- 랭크드 넘버1 오브 더 탑 500 레슬링 인 더 PWI 500 인 2014
- GHC 주니어 헤비웨이트 챔피언 (1회)
- ROH 퓨리 챔피언 (1회)
- ROH 월드 챔피언 (1회)
- 서바이얼 오브 더 피터스트 (2004)
- TWA 태그팀 챔피언 (1회) - 프랭키
- TWE 헤비웨이트 챔피언 (1회)
- wXw 월드 헤비웨이트 챔피언 (1회)
- 엠비션 1 (2020)
- WSW 헤비웨이트 챔피언 (1회)
- WWE 챔피언 (4회)
- WWE 월드 헤비웨이트 챔피언 (구 버전) (1회)
- WWE 인터콘티넨털 챔피언 (1회)
- WWE 유나이티드 스테이츠 챔피언 (1회)
- WWE 태그팀 챔피언 (구 버전) (1회) - 케인
- WWE 스맥다운 태그팀 챔피언 (1회) - 로완
- WWE 머니 인 더 뱅크 (스맥다운 2011)
- 매치 오브 더 이열 (2019) vs 코피 킹스턴 엑트 WWE 레슬매니아 35
- 트윈트 식스 트리플 크라운 챔피언
- 씩스 그랜드 슬램 챔피언
- 슬리미 어워즈 (12회)
  - 베스트 오브 더 이열 (2013)
  - 캐치프레이즈 오브 더 이열 (2013) - 예스! 예스! 예스!
  - 콜 인 유얼 스타킹 (2010) - 어택킹 마이클 콜 온 WWE NXT
  - 커플 오브 더 이열 (2013, 2014) - 브리 벨라
  - 페이셜 헤어 오브 더 이열 (2012)
  - 펜 파티퍼테이션 오브 더 이열 (2013) - 예스! 첸트
  - 라이벌리 오브 더 이열 (2014) - 더 어소리티
  - 샤커 오브 더 이열 (2010) - 더 넥서스 데뷔
  - 슈퍼스타 오브 더 이열 (2013)
  - 트윗 오브 더 이열 (2012) - 고우트 페이스 이즈 어 호러벌 아이에네스유엘티 마이 페이스 이즈 프랙티컬리 퍼픽트 인 에브리 더벌류에이와이 인 팩트 프럼 나우 안 아이 디맨드 투 비 콜드 뷰터펄 브라이언
  - 업셋 오브 더 이열 (2012) - 디피팅 마크 헨리 언드 빅 쇼 엑트 더 WWE 로얄 럼블 2012
- 베스트 난 레슬러 (2017)
- 베스트 온 인터뷰즈 (2018)
- 베스트 프로레슬링 북 (2015) - 예스:마이 임프라버벌 저니 투 더 메인 이벤트 어브 레설 메이니어 윋 크레이그 텔로우
- 베스트 프로레슬링 DVD (2015) - 다니엘 브라이언:Just Say Yes! Yes! Yes!
- 베스트 테니컬 레슬러 (2005-2013)
- 베스트 프로레슬링 매치 오브 더 이열 (2007) - 모리시마 타케시 엑트 ROH 맨해턴 메이햄 투
- 모스트 아웃스탠딩 레슬러 (2006-2010)
- 모스트 아웃스탠딩 레슬러 오브 더 데케이드 (2000-2009)
- 레슬링 옵저버 누즐레터 홀 오브 페임 (클래스 오브 2016)